# Roglio
Il Roglio (pr. Ròglio) è un torrente della Toscana affluente di destra del fiume Era a sua volta affluente dell'Arno.
Nasce a Sud dell'abitato di Castelfalfi a circa 103 m s.l.m. nel comune di Montaione (FI) dall'unione due rami principali: il Botro Fognoni e il Rio Torbo. Dopo il primo tratto compreso nella Città Metropolitana di Firenze, varca il confine con la Provincia di Pisa, in cui rimarrà per tutto il suo corso. 
La piana alluvionale del Roglio, scarsamente abitata, è intensamente sfruttata per le coltivazioni e per le pioppete, grazie al terreno umido e fertile e alle frequenti inondazioni. Infatti, per massimizzare l'area coltivabile l'alveo del torrente è stato ridotto ad un piccolo e profondo fossato che però risulta troppo stretto per l'estensione del bacino e quindi per la portata media nei periodi di piena. Ciò causa, dopo periodi di piogge, frequenti inondazioni dei campi, ma non di rado centri abitati come Forcoli sono stati minacciati dalle acque limacciose del torrente. Sfocia dopo 28 km nel Fiume Era al confine tra Ponsacco e Pontedera (PI).